# تل بولوك
تل بولوك، هو جبل يقع في جبال كاتسكيل بولاية نيويورك، من الغرب إلى الشمال الغربي من والتون. يقع جبل والتون من الشرق إلى الجنوب الشرقي من تل بولوك، ويقع تل كارول من الغرب إلى الجنوب الغربي منه، ويقع تل كوز في الشمال، ويقع جبل لوميسشمال شرق تل بولوك.

## انظرأيضاً
- تل أبيب
- تلال ماتوبو
- تلال كولومبيا